# Literatura de viajes
La literatura de viajes es el género literario que incluye textos que recogen los acontecimientos, sentimientos e impresiones de un viajero. Pueden ser tanto viajes fantásticos como viajes reales, la idea es que el autor se sienta bien con su obra porque finalmente él es quien la escribe, el narrador, que puede o no coincidir con el autor empírico. Según la perspectiva crítica, puede sostenerse que la mera enumeración de hechos no constituye en su literatura, pero esta no es una postura universal. Obras que hablan de aventura, conquista o exploraciones son acogidas también normalmente bajo la categoría de literatura de viajes, como por ejemplo Fray Bartolomé de las Casas o  Bernal Díaz del Castillo cuyas obras, pertenecientes al género crónica, son consideradas las primeras manifestaciones literarias americanas de la conquista.
La redacción de libros de viajes se remonta al siglo XIV (es una de las aportaciones más novedosas de este periodo) y su culminación se producirá en el siglo XV. La obra que inaugura este género dentro de la literatura española es la Embajada a Tamorlán, crónica de un viaje que hicieron los enviados del rey Enrique III de Castilla al encuentro del emperador asiático Tamorlán. En el último tercio de siglo se traduce al aragonés el Libro de Marco Polo sobre su viaje a China.

## Historia

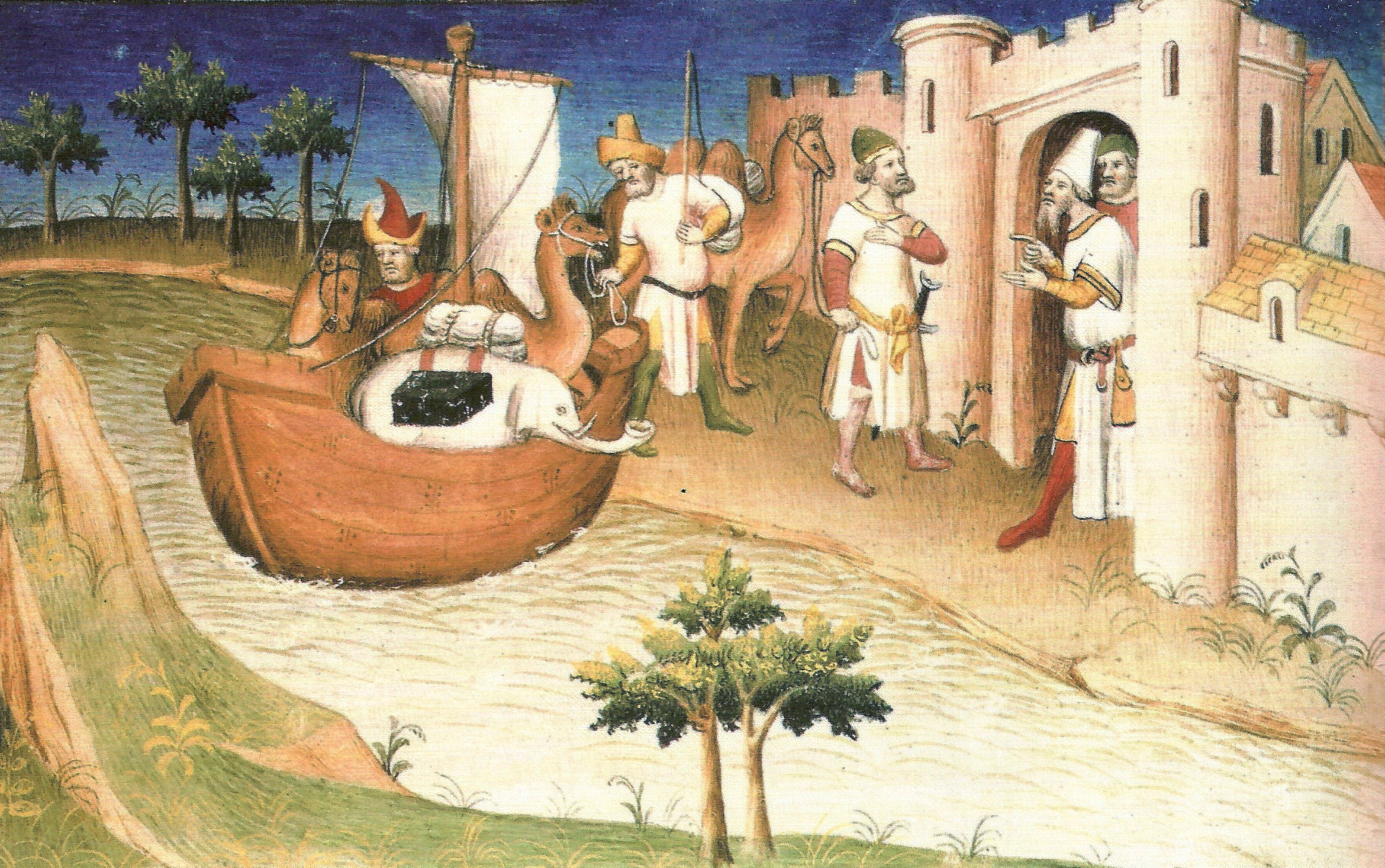
Miniatura del libro Los viajes de Marco Polo

El relato de viaje es un género literario en el que el autor escribe acerca de uno de sus viajes, de las personas que en él ha encontrado o conocido, las emociones sentidas o aquello que ha visto o aprendido. Para ser considerado literatura, el viaje debe tener una narrativa coherente y estructurada, puede estar basado en hechos reales o ser una construcción especulativa o ficticia. Además, no debe ser una simple colección de fechas, horas y sucesos, como podría ser un diario de viaje o una bitácora de navegación. En el texto producido, se pueden contar aventuras, exploraciones, experiencias, o conquistas, que el narrador haya visto o protagonizado personalmente.
La literatura se ha enriquecido permanentemente a lo largo de los tiempos mediante el aporte de la narrativa de viaje.  muchos ejemplos que ilustran lo anterior, desde el Siglo VIII a. C. hasta la actualidad. Entre ellos podemos citar a escritores como Ibn Jubayr, Homero, Joseph Conrad, Herman Melville, David Livingstone, F.W. Up De Graff, Alí Bey, Thomas Edward Lawrence, Julio Verne, Santiago Rusiñol, Ernest Hemingway, Gabriel Pernau, Paul Theroux, Alberto Moravia, André Gide, James Cook, Robert D. Kaplan, Alexandra David-Néel, Gerald Durrell.Estas personas han favorecido bastante a la historia dando grandes aportes a la literatura 
Las condiciones desde luego han cambiado radicalmente, si consideramos las circunstancias en que, por ejemplo, viajó Marco Polo desde lo que hoy en día es Italia hacia el oriente. Sus desplazamientos fueron lentos y duraron un buen número de años. Esto sería impensable en la época actual. Los constantes avances de la tecnología se encargan de ello, los medios de transporte son cada vez más rápidos y eficientes, además que la información nos llega en tiempo real. En la actualidad la producción de relatos de viaje ha experimentado un extraordinario crecimiento - por ejemplo en Francia se celebran varios festivales anuales sobre viajeros y relatos de viajes, como Le Grand Bivouac en Albertville o Carnet de Voyage en Clermont-Ferrand - gracias a la convergencia tecnológica y a la propia naturaleza de la sociedad red. Las formas de presentar estos relatos ante sus públicos traspasan en muchos casos lo literario y muchos viajeros crean narrativas transmedia donde combinan texto, fotografía, video, audio, y otras formas de expresión, desplegando las narraciones en diversas plataformas.
Pero la esencia del viajero escritor es básicamente la misma de antes: contar aquello que la vista y sensibilidad humana captan al visitar un lugar diferente a aquel en que generalmente transcurren nuestras vidas. Hacerlo normalmente enriquece a la persona involucrada en varios ámbitos: humano, social, cognitivo, etcétera. El viajero habitualmente sufre una metamorfosis lenta e imperceptible, pero segura y profunda, hasta que la personalidad se vuelve más abierta, tolerante, reflexiva, positiva, observadora, desprejuiciada, y consciente del otro. Este tipo de literatura es un testimonio de las transformaciones del viajero en los diferentes planos de su subjetividad.
Si lo analizamos sistemáticamente, el tema del viaje es un tópico reiterado en la literatura universal. La evocación de la travesía vista, vivida y posteriormente plasmada en algún tipo de escrito o narración, va a seguir acompañando la oferta literaria por mucho tiempo más. Una muestra de ello son los numerosos libros de viaje que se editan en la actualidad, de los que muchos son elaborados por verdaderos profesionales del arte de viajar, y que ofrecen un amplio espectro de posibilidades para los que quieren conocer el mundo.